# Françoise Mallet-Joris
Françoise Mallet-Joris (Antuérpia, 6 de julho de 1930 – Bry-sur-Marne, 13 de agosto de 2016) era o pseudônimo de Françoise Lilar, uma autora belga.
Ela nasceu em Antuérpia, a filha da escritora Suzanne Lilar e a Ministra da Justiça belga, e Ministro de Estado Albert Lilar, e a irmã do historiador de arte do século 18 Marie Fredericq-Lilar. Mallet-Joris passou dois anos nos Estados Unidos antes de ir para Paris, França, onde ela participou da Sorbona. Ela viveu em Paris e Bruxelas, Bélgica.
Ela foi casada com Robert Amadou, Alain Joxe e Jacques Delfau, e tem quatro filhos, Daniel Amadou, Vincent, Alberte e Pauline Delfau.
Foi uma escritora prolífica, que foi membro da comissão do Prêmio Femina de 1969 a 1971 quando ela foi nomeada para a Académie Goncourt.
Morreu em 13 de agosto de 2016, aos 86 anos.